# APF Imagination Machine
L'APF Imagination Machine est une combinaison de console de jeux vidéo et d'ordinateur personnel produite par APF Electronics Inc. et sortie fin 1979.
La machine est composée de deux éléments distincts, la console de jeu APF-M1000, et l'ajout d'une baie d'accueil avec un clavier de machine à écrire, ainsi qu'un lecteur de bande.
L'APF-M1000 a été spécifiquement construit pour rivaliser avec l'Atari 2600. L'Imagination Machine a la distinction d'être l'un des, sinon le premier, ordinateur personnel à prix abordable pour se connecter à la télévision, et est toujours l'une des consoles les plus extensibles jamais commercialisée.
L'APF Imagination Machine complet, comprend la console APF-M1000 et le composant d'ordinateur  IM-1, à l'origine vendu pour environ 700 dollars.

## Spécifications techniques
- CPU: 8-bit 0.89 MHz Motorola 6800 (Oscillateur cadencé à 3.579 MHz divisé par 4)
- ROM: 14 KB
- RAM: 9 KB extensible à 17 KB (8 KB / 16 KB + 1 KB)
- Périphérique d'affichage vidéo: MC6847
- Résolutions: 256×192×4 / 128×192×8
- Couleurs: 8
- Un canal sonore en 5 Octaves
- Contrôleurs: 2
  - 13 boutons
    - clavier numérique de 0 à 9
    - touches Clear et End
    - gâchette

  - joystick 4 directions

## Liste des cartouches
Seulement 15 cartouches officielles de jeux ont été publiés par APF Electronics Inc., et une cartouche livrée avec la console, interprète de programmes en BASIC; toutefois certaines cartouches de jeux contenaient plusieurs titres. 
Beaucoup de jeux ont été créés par une communauté active de programmeurs, et distribués à travers leurs bulletins mensuels. Mais ces jeux sortaient sous la forme de cassettes, ou dans certains cas, comme de simples impressions du code qui devra être tapé.
La liste des jeux officiels est la suivante :
- Artist and Easel
- Backgammon
- Baseball
- Blackjack
- Bowling / Micro Match
- Boxing
- Brickdown / Shooting Gallery
- Budget Manager
- Casino
- Catena
- Hangman / Tic-Tac-Toe / Doodle
- Pinball / Dungeon Hunt / Blockout
- Rocket Patrol
- Space Destroyers
- UFO / Sea Monster / Break it down / Rebuild / Shoot